# 絶望 (小説)

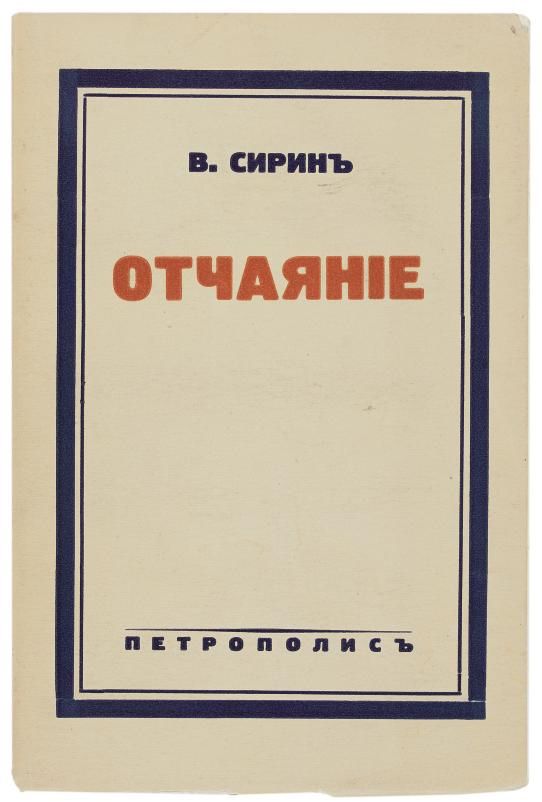
ロシア語初版表紙（筆名のＶ・シーリン名義）

『絶望』（ぜつぼう、ロシア語: Отчаяние, 英語: Despair）は、ウラジーミル・ナボコフの7作目の長編小説である。1934年にロシア語で『現代雑記』に連載され、1936年に書籍として出版された。翌1937年に作者であるナボコフによって英語に翻訳されたが、この1937年版は第二次世界大戦中にドイツ軍の爆撃によって在庫のほとんどが焼失しており、現存する部数はわずかである。ナボコフは1965年に2度目の英語版を出版しており、現在活字になっているのはこちらの1965年版のみである。

## プロット
語り手であり主人公のゲルマン・カルロヴィチは、ドイツ系のロシア人で、チョコレート工場を経営している。彼はプラハで、自分の分身としか思えないほど顔が似ている浮浪者と出会い、衝撃を受ける。この浮浪者はフェリックスという名だが、彼と顔がうり二つであることに気づきもしないようで、ゲルマンはその鈍さを嘲笑する。ゲルマンには読書好きだが愚鈍なところがあり忘れっぽい（とゲルマンが言う）リーダという妻がおり、彼女のいとこの画家アルダリオンとも日頃から付き合いがある。ゲルマンの語りの行間から、リーダとアルダリオンが愛人関係にあることがうかがわれるのだが、ゲルマンはいかに妻が自分を愛しているかを折に触れて力説している。
しばらくして工場の経営に行き詰ったゲルマンは、フェリックスに自分と顔が似ていることを利用した儲け話を持ちかける。それはフェリックスが自分になりすまし、その間にアリバイを得たゲルマンが何やら危うい仕事をするという内容だった。しかし実はそれはフェリックスを自分の身代わりに殺し、妻のリーダに自分の死亡保険金を受け取らせるという犯罪計画だった。ゲルマンは自分の完璧な計画を芸術にたとえて自賛するとともに、手はず通りにフェリックスに自分の服装をさせてから射殺してしまう。
しかし身を隠した先のホテルで、この事件の犠牲者がゲルマン本人であるとは欠片ほども考えられていないことを知り、彼は激しく動揺する。それどころか彼が読んだ新聞には、彼と犠牲者の顔は似ても似つかないと書かれていた。
ゲルマンは自分の計画の完璧さと創造性を証明するために原稿を書き始める。それがこの『絶望』という小説だった。潜伏先を変え、すでに日記のようになった原稿を彼は書き続ける。ついに所在を暴かれ、間借りした家をとりかこむ警官と大勢の野次馬を窓からのぞいたゲルマンが、その人だかりに向かって演説をぶとうとするところで日記は終わっている。

## 背景

### 出版史
ナボコフはベルリン在住中の1932年7月初めに『絶望』の執筆にとりかかり、同じ年の9月10日に最初の原稿を完成させている。ナボコフが『絶望』を書いた年は、ドイツが政治的に大きく動揺した時代にあたる。内閣は総辞職し、当時の大統領ヒンデンブルクのもと選挙が繰り返されるなか、ナチスと共産党が衝突して血が流れた。その後まもなくナチスが台頭し、ヒトラーが総統に就任した。ナボコフはこうした政治状況のなかで全体主義に対する憎悪を募らせており、その残響は『絶望』にも見てとれる（ゲルマンは共産党びいきである）ほか、次作である『断頭台への招待』（1936年）ではこの傾向がさらに顕著である。
1935年からナボコフは英語という言語に対して強い関心を寄せるようになり、直近に書いた2作の長編小説を英語に翻訳することを決めている。それが『闇の中の笑い』（ロシア語題は『カメラ・オブスクーラ』）と『絶望』だった。ナボコフによれば『絶望』の英訳は彼にとって「広い意味で芸術的な目的で初めて真面目に英語を用いた」例であり、翻訳作業はこの年の12月29日に終わった。彼は1936年4月に原稿をハッチンソン社に送り、同社から即答こそなかったものの、後に出版することで合意した。訳文のチェックは、ナボコフの友人だったグレープ・ストルーヴェの弟子のモリー・カーペンター＝リーが行った。しかしこの英訳版は商業的には完全な失敗で、1930年代にナボコフが受け取った印税は雀の涙ほどだった。これはハッチンソン社は安価で大衆的な小説しか出版しておらず、『絶望』はそういう作品でないことに直接の原因があった。ナボコフは後にこの小説が「ハチドリの世界にまぎれこんだサイ」だったと嘆いている。

### パロディ
ナボコフはゲルマンという主人公や小説それ自体をドストエフスキー作品のパロディとして書いている。典型的なのは、自分の小説に名前をつけようとしたゲルマンが、『……の手記』であったり『分身』といった題名を検討していることだろう。ナボコフのドストエフスキー嫌いは有名で、その過剰な心理描写や犯罪、売春の賛美を批判していた。この特徴は語り手であり主人公のゲルマンにも反映されており、同じく完全犯罪を計画した『罪と罰』のラスコーリニコフとも重ねられている。その他にもこの小説にはプーシキン、ゴーゴリ、ツルゲーネフ、オスカー・ワイルド、コナン・ドイルといった作家への間テクスト的な言及が豊富に見いだせる（例えば主人公の名前のうちゲルマンはプーシキン『スペードの女王』、アルダリオンはソログープ『小悪魔』の主人公と同名である）。

## 評価

### 受容
『絶望』は『断頭台への招待』や『賜物』(1938年)と並び、ナボコフのロシア語作品の中でも総じて高く評価されている小説であり、そのためかなりの数の評論が書かれている。例えばイギリスの小説家マーティン・エイミスはこの作品を『ロリータ』に次いでナボコフで2番目に良い作品という評価をしている。しかし、ナボコフの伝記作家ブライアン・ボイドはこの作品には複雑な感情を抱かされるという。いわく「一行ごとにナボコフの全き知性が炸裂している〔にもかかわらず〕...この小説の構造には悲しいかなスタイルが欠けているように思われる...説得力がないといってもよく、別の文脈でいえばぞくりとする興奮をもたらすページが続くが、構成面からいえば筋からの逸脱が不完全にしか回収できておらず、また筋書きの前提からして読者の不信を宙づりにするに値しない」。

### 分析
『絶望』のゲルマンは、ナボコフの長編小説における2人目の一人称による信頼できない語り手でである（1人目は『目』のスムーロフ）。しかし『目』は100ページ程度で中編小説といってよく、実験的要素が強い。一方で『絶望』のゲルマンは、『ロリータ』のハンバート・ハンバートの向こうを張るような、本格的な信頼できない一人称の語り手であり、ある意味でロシア語を話すハンバートのいとこなのである。ナボコフも戦後に出版した『絶望』の序文でこう述べている。「ヘルマン〔英語版の名前〕とハンバートがそっくりだと言えるのは、1人の画家が人生の異なるタイミングで互いを似せようとして描いた2頭のドラゴン、という意味においてだけだ。どちらも神経症的な悪党ではあるが、ハンバートには年に一度、夕暮れ時にだけ天国の抜け道をさまようことが許されている。しかしヘルマンが地獄から出ることはない」。これを平易にいいかえると、ゲルマンが何かを正確に語っていると読者が肯定的に考えることは決してできないということだ。なぜなら、彼は周囲の現実を無視して自身の技術と才能を誇る傾向にあるからである。
さらに、『絶望』には偽の分身(False Double)というテーマもある。英語版の題である「Despair」は、発音が「dis-pair」〔非-対〕となるように、2人が対になるというゲルマンの考えが実際には誤りだったことがわかる、という小説のプロットを象徴しているが、この小説では特に身体的な類似だけが偏執的に語られている。『青白い炎』や『ロリータ』を筆頭に、ナボコフの作品のほとんどには分身や反復、鏡像といったモチーフが頻出する。
ロシアの詩人ヴラジスラフ・ホダセーヴィチは、ナボコフが執着していたテーマが1つあると言う。それは「創造のプロセスを夢想した人間がいやおうなく孤独で狂った人生を送る役柄に放り込まれる姿の本質である」。ゲルマンは自分を「完全犯罪」をつくりあげる芸術家とみなしている通り、この説明にもあてはまる主人公である。同じようにジュリアン・コノリーは『絶望』を「創造的な独我論を戒める物語」と呼んでいる。

## 映画化
1978年、この小説はドイツ人映画作家ファスビンダーの監督により『絶望 光明への旅』として映画化されている。脚本はトム・ストッパードが担当した。

## 日本語訳
- 『絶望』大津栄一郎 訳、白水社、1969年。
- 『絶望』貝澤哉 訳、光文社古典新訳文庫、2013年。

## 文献
- Boyd, Brian. Vladimir Nabokov: The Russian Years. Princeton, NJ: Princeton University Press, 1991. Print. ISBN 9780691024707
- Nabokov, Vladimir Vladimirovich. Despair. New York, NY: Vintage International, 1989. Print. ISBN 9780679723431